# Haversiella albolimbata
Haversiella albolimbata (лат.) — вид мелких жуков-долгоносиков из подсемейства Cyclominae (Listroderini), единственный в составе рода Haversiella. Встречаются в следующих регионах: южная Аргентина, Фолклендские острова и юг Чили. Длина тела жуков от 3 до 3,9 мм. Рострум среднего размера; опушение состоит только из субокруглых чешуек; переднеспинка субокруглая; надкрылья удлиненно-овальные; усики прикрепляются посередине рострума; голени без шпор; пластинка 8-го стернума самок уменьшена. Haversiella включён в подтрибу Palaechthina из трибы Listroderini и близок к родам Anorthorhinus, Gunodes, Inaccodes, Listronotus, Neopachytychius, Palaechthus, Palaechtodes, Steriphus, Tristanodes.
Вид был впервые описан в 1918 году по материалам с Фолклендских островов.
Биология почти не изучена, питаются предположительно (как и близкие группы) листьями (имаго) и корнями растений (личинки). В качестве хозяев указаны Мохообразные.